# FC 바르셀로나 박물관
FC 바르셀로나 박물관(카탈루냐어: Museu del FC Barcelona) 또는 누녜스 박물관(Museu President Núñez)은 스페인 바르셀로나 캄 노우 내에 있는 축구 박물관이다.